# Zarzien
Als Zarzien wird seit 1930 eine jungpaläolithisch-epipaläolithische Kultur in Südwestasien, vor allem im Zagros, bezeichnet, deren Artefakte auf 18.000/15.000 bis 8.000 v. Chr. datiert wurden. Damit bestand die Kultur gleichzeitig mit dem Kebarien und dem Natufien in Syrien und Palästina, steht allerdings erheblich weniger im Fokus der Forschung. Ihren Namen erhielt die Kultur nach der Fundstätte Zarzi im irakischen Teil Kurdistans.
Zu den Hauptfundstätten zählt die Palegawra-Höhle, dann Shanidar B2 und Zarzi, Warwasi, Pa Sangar und Ghar-i-Khar. Dabei wurden Palegawra (strittig), Zarzi, Warwasi und Pa Sangar als Sommerlager eingeordnet, während Shanidar und Mar Gurgalan Sarab als Basislager gedeutet wurden.
Hauptbeute der mobilen Jäger und Sammler, die möglicherweise saisonal zwischen bestimmten Tälern, Bergen und Hügeln wechselten, waren Equus hemionus, Ovis orientalis, Auerochsen, Hasen, Füchse, Gazellen, Capra aegagrus, Cervus elaphus, Ochotona, aber auch Schildkröten. Die besagten Ziegen wurden im Zagros wohl als erste domestiziert. In Palegawra fand man Muscheln der Art Unio tigrides, schließlich Potamon potamios, einen Zehnfußkrebs. Während man in Zarzi auch erstmals Fische und Krabben fand, entdeckte man an einigen Fundstätten Helix salmonica, eine Schnirkelschneckenart. Auch die Persische Rennmaus wurde nicht verschmäht, sondern war wichtiger Bestandteil der Nahrung. In der Palegawra-Höhle machen ihre 14.000 Jahre alten Knochen 10,8 % der Säugetierfossilien aus. Für die Jagd vor allem der kleineren und schnelleren Säugetiere spielte die Domestizierung des Hundes und der Gebrauch von Pfeil und Bogen eine wichtige Rolle. Mary C. Stiner führte diesen Wandel auf Ernährungsprobleme zurück, doch fehlen bisher menschliche Überreste, um dies anhand von Folgen der Unter- oder Fehlernährung belegen zu können. In Pa Sangar fand man Ocker, der auf neolithische Bewohner zurückgeführt wird.
Typisch für den Werkzeugbestand ist dementsprechend ein bis zu zwanzigprozentiger Anteil an Mikrolithen, die meist kurz sind und asymmetrische Trapezoide bilden, dazu Dreiecke mit Einkerbungen. Bestimmte Typen der Mikrolithen werden eher der frühen, kalt-ariden Phase des Zarzien zugewiesen (möglicherweise ab dem letzten kaltzeitlichen Maximum), spätere einer nachfolgenden, wärmeren Phase. Dies betrifft vor allem den Wechsel von nicht-geometrischen zu geometrischen Mikrolithen. Dabei dominierten in der späteren Phase aber im Zarzien nicht die im Natufien häufigen, halbmondförmigen Mikrolithen (lunates). Dennoch weisen die beiden Kulturen erhebliche Ähnlichkeiten auf, so dass dies häufig als Hinweis auf weiträumige Netzwerke gedeutet wird. Darauf weisen auch Muscheln hin, die allerdings im Natufien eher aus dem Mittelmeer und dem Schwarzen Meer stammen, im Zarzien eher aus dem Persischen Golf. Sie wurden als Schmuck benutzt.
Im Natufien entstanden Siedlungen und Dörfer, die es im Zarzien offenbar nicht gab. Erst am Ende der Epoche, wohl nach dem Jüngeren Dryas, lassen sich erste dorfartige Strukturen belegen, wie in Zawi Chemi Shanida.
Dorothy Garrod prägte als erste die Bezeichnung „Zarzian“, ebenso wie „Natufian“, während ihr Kollege Francis Turville-Petre den Begriff „Kebaran“ prägte. Während Garrod das lithische Material analysierte, befasste sich ihre Kollegin Dorothea Bate zur selben Zeit mit den organischen Überresten, insbesondere fragmentarischen Knochenwerkzeugen. Garrod ordnete ihre Funde zunächst dem Paläolithikum zu, doch ihre eigenen Arbeiten zum seinerzeit noch „Mesolithikum“ genannten Epipaläolithikum relativierten diese Aussage. Sie stellte fest, dass in den jüngeren Schichten geometrische Mikrolithen hinzukamen, die in den älteren Schichten nicht vorhanden waren. Inzwischen zeichnet sich ab, dass dieser Wechsel vermutlich mit dem Beginn des Epipaläolithikums zusammenhing, wie sich an der Fundstelle Warwasi zeigen ließ. Nach diesen Arbeiten erfolgten zum Zarzien nur noch wenige Untersuchungen. In den 60 und 70er Jahren zeichnete sich eine kühlere Phase anhand der Samen von Rhamnus catharticus ab, gleichzeitig konnte eine aride Steppenvegetation nachgewiesen werden. Auch fand man im Hulailan-Tal Hinweise auf das Zarzien. Dazu gehörten die Fundplätze Mar Gurgalan Sarab B-C und Mar Ruz B. Auch dort fanden sich thumbnail-scrapers, kleine Kratzer, Klingen, Beile, Trapeze usw.
Untersuchungen der 90er Jahre erwiesen, dass sich das Zarzien aus paläolithischen Vorgängerkulturen entwickelt hat. Zugleich fielen am anderen zeitlichen Ende Ähnlichkeiten mit der neolithischen Kultur des M’lefatien auf.